# K2-58
K2-58（EPIC 206026904とも呼ばれる）とは、太陽系から約596光年離れたみずがめ座のG型主系列星である。金属が豊富な恒星であり、ヘリウムより重い元素が太陽の155%存在している。K2-58は、K2-58系から太陽を観測したとすると、金星が太陽の前面を通過するトランジットを観測できる領域に存在する。

## 惑星系
惑星系には、2016年に発見された3つの太陽系外惑星（K2-58b・K2-58c・K2-58d）が存在している。
| 名称 （恒星に近い順） | 質量 | 軌道長半径 （天文単位） | 公転周期 (日) | 軌道離心率 | 軌道傾斜角        | 半径    |
| --------------------- | ---- | ----------------------- | ------------- | ---------- | ----------------- | ------- |
| c                     | —    | 0.0350                  | 2.53726       | —          | 86.1+2.8 −7.3°    | 1.62 R⊕ |
| b                     | —    | 0.0692                  | 7.05254       | —          | 88.9+0.8 −1.6°    | 2.68 R⊕ |
| d                     | —    | 0.1517                  | 22.8827       | —          | 89.43+0.41 −0.81° | 1.71 R⊕ |